# 2004-es labdarúgó-Európa-bajnokság (selejtező – 5. csoport)
A 2004-es labdarúgó-Európa-bajnokság selejtezőjének 5. csoportjának mérkőzéseit tartalmazó lapja. A csoportban Németország, Skócia, Izland, Litvánia és Feröer szerepelt. A csapatok körmérkőzéses, oda-visszavágós rendszerben játszottak egymással.
Németország kijutott a Európa-bajnokságra. Skócia pótselejtezőt játszott, amelyet elvesztett és kiesett.

## Tabella
| Hely. | Csapat      | M | Gy | D | V | G+ | G– | Gk  | P  | Továbbjutás                           |     | Németország | Skócia | Izland | Litvánia | Feröer |
| ----- | ----------- | - | -- | - | - | -- | -- | --- | -- | ------------------------------------- | --- | ----------- | ------ | ------ | -------- | ------ |
| 1.    | Németország | 8 | 5  | 3 | 0 | 13 | 4  | +9  | 18 | Kijutott a 2004-es Európa-bajnokságra |     | —           | 2–1    | 3–0    | 1–1      | 2–1    |
| 2.    | Skócia      | 8 | 4  | 2 | 2 | 12 | 8  | +4  | 14 | Pótselejtezőbe került                 |     | 1–1         | —      | 2–1    | 1–0      | 3–1    |
| 3.    | Izland      | 8 | 4  | 1 | 3 | 11 | 9  | +2  | 13 |                                       |     | 0–0         | 0–2    | —      | 3–0      | 2–1    |
| 4.    | Litvánia    | 8 | 3  | 1 | 4 | 7  | 11 | −4  | 10 |                                       | 0–2 | 1–0         | 0–3    | —      | 2–0      |        |
| 5.    | Feröer      | 8 | 0  | 1 | 7 | 7  | 18 | −11 | 1  |                                       | 0–2 | 2–2         | 1–2    | 1–3    | —        |        |

## Mérkőzések
| 2002. szeptember 7. |

| Feröer          | 2–2               | Skócia                   |
| --------------- | ----------------- | ------------------------ |
| Petersen 7' 13' | (2–0) Jegyzőkönyv | Lambert 62' Ferguson 83' |

| Svangaskarð, Toftir Nézőszám: 4000 Játékvezető: Jacek Granat (lengyel) |

| 2002. szeptember 7. |

| Litvánia | 0–2               | Németország                          |
| -------- | ----------------- | ------------------------------------ |
|          | (0–1) Jegyzőkönyv | Ballack 27' Stankevičius 59' (öngól) |

| S. Darius and S. Girėnas Stadium, Kaunas Nézőszám: 8500 Játékvezető: Graham Poll (angol) |

| 2002. október 12. |

| Izland | 0–2               | Skócia                 |
| ------ | ----------------- | ---------------------- |
|        | (0–1) Jegyzőkönyv | Dailly 6' Naysmith 63' |

| Laugardalsvöllur, Reykjavík Nézőszám: 7056 Játékvezető: Alain Sars (francia) |

| 2002. október 12. |

| Litvánia                              | 2–0               | Feröer |
| ------------------------------------- | ----------------- | ------ |
| Ražanauskas 23' (11-esből) Poškus 37' | (2–0) Jegyzőkönyv |        |

| S. Darius and S. Girėnas Stadium, Kaunas Nézőszám: 1500 Játékvezető: Dejan Delević (szerbia és montenegrói) |

| 2002. október 16. |

| Izland                          | 3–0               | Litvánia |
| ------------------------------- | ----------------- | -------- |
| Helguson 50' Guðjohnsen 61' 74' | (0–0) Jegyzőkönyv |          |

| Laugardalsvöllur, Reykjavík Nézőszám: 3513 Játékvezető: Grzegorz Gilewski (lengyel) |

| 2002. október 16. |

| Németország                     | 2–1               | Feröer                |
| ------------------------------- | ----------------- | --------------------- |
| Ballack 2' (11-esből) Klose 59' | (1–1) Jegyzőkönyv | Friedrich 45' (öngól) |

| AWD-Arena, Hannover Nézőszám: 36 628 Játékvezető: Dani Koren (izraeli) |

| 2003. március 29. |

| Skócia                | 2–1               | Izland         |
| --------------------- | ----------------- | -------------- |
| Miller 12' Wilkie 71' | (1–0) Jegyzőkönyv | Guðjohnsen 49' |

| Hampden Park, Glasgow Nézőszám: 37 938 Játékvezető: René Temmink (holland) |

| 2003. március 29. |

| Németország | 1–1               | Litvánia        |
| ----------- | ----------------- | --------------- |
| Ramelow 7'  | (1–0) Jegyzőkönyv | Ražanauskas 72' |

| Frankenstadion, Nürnberg Nézőszám: 40 754 Játékvezető: Victor José Esquinas Torres (spanyol) |

| 2003. április 2. |

| Litvánia                   | 1–0               | Skócia |
| -------------------------- | ----------------- | ------ |
| Ražanauskas 74' (11-esből) | (0–0) Jegyzőkönyv |        |

| S. Darius and S. Girėnas Stadium, Kaunas Nézőszám: 8500 Játékvezető: Fritz Stuchlik (osztrák) |

| 2003. június 7. |

| Skócia     | 1–1               | Németország |
| ---------- | ----------------- | ----------- |
| Miller 69' | (0–1) Jegyzőkönyv | Bobic 22'   |

| Hampden Park, Glasgow Nézőszám: 48 047 Játékvezető: Domenico Messina (olasz) |

| 2003. június 7. |

| Izland                         | 2–1               | Feröer       |
| ------------------------------ | ----------------- | ------------ |
| Sigurðsson 51' Guðmundsson 90' | (0–0) Jegyzőkönyv | Jacobsen 63' |

| Laugardalsvöllur, Reykjavík Nézőszám: 6038 Játékvezető: Miroslav Liba (cseh) |

| 2003. június 11. |

| Litvánia | 0–3               | Izland                                        |
| -------- | ----------------- | --------------------------------------------- |
|          | (0–0) Jegyzőkönyv | Guðjónsson 60' Guðjohnsen 71' Hreiðarsson 90' |

| S. Darius and S. Girėnas Stadium, Kaunas Nézőszám: 8000 Játékvezető: Sorin Corpodean (román) |

| 2003. június 11. |

| Feröer | 0–2               | Németország         |
| ------ | ----------------- | ------------------- |
|        | (0–0) Jegyzőkönyv | Klose 89' Bobic 90' |

| Tórsvøllur, Tórshavn Nézőszám: 6500 Játékvezető: Jan Wegereef (holland) |

| 2003. augusztus 20. |

| Feröer       | 1–2               | Izland                        |
| ------------ | ----------------- | ----------------------------- |
| Jacobsen 65' | (0–1) Jegyzőkönyv | Guðjohnsen 6' Marteinsson 70' |

| Tórsvøllur, Tórshavn Nézőszám: 5000 Játékvezető: Eduardo Iturralde González (spanyol) |

| 2003. szeptember 6. |

| Skócia                            | 3–1               | Feröer       |
| --------------------------------- | ----------------- | ------------ |
| McCann 8' Dickov 45' McFadden 73' | (2–1) Jegyzőkönyv | Johnsson 35' |

| Hampden Park, Glasgow Nézőszám: 40 901 Játékvezető: Darko Ceferin (szlovén) |

| 2003. szeptember 6. |

| Izland | 0–0         | Németország |
| ------ | ----------- | ----------- |
|        | Jegyzőkönyv |             |

| Laugardalsvöllur, Reykjavík Nézőszám: 7000 Játékvezető: Graham Barber (angol) |

| 2003. szeptember 10. |

| Feröer    | 1–3               | Litvánia                        |
| --------- | ----------------- | ------------------------------- |
| Olsen 42' | (1–1) Jegyzőkönyv | Morinas 22' 57' Vencevicius 88' |

| Svangaskarð, Toftir Nézőszám: 2175 Játékvezető: Edo Trivkovic (horvát) |

| 2003. szeptember 10. |

| Németország                      | 2–1               | Skócia     |
| -------------------------------- | ----------------- | ---------- |
| Bobic 26' Ballack 50' (11-esből) | (1–0) Jegyzőkönyv | McCann 60' |

| Westfalenstadion, Dortmund Nézőszám: 67 000 Játékvezető: Anders Frisk (svéd) |

| 2003. október 11. |

| Skócia       | 1–0               | Litvánia |
| ------------ | ----------------- | -------- |
| Fletcher 70' | (0–0) Jegyzőkönyv |          |

| Hampden Park, Glasgow Nézőszám: 50 343 Játékvezető: Claude Colombo (francia) |

| 2003. október 11. |

| Németország                      | 3–0               | Izland |
| -------------------------------- | ----------------- | ------ |
| Ballack 9' Bobic 59' Kurányi 79' | (1–0) Jegyzőkönyv |        |

| AOL Arena, Hamburg Nézőszám: 50 780 Játékvezető: Valentin Ivanov (orosz) |